# Завадовський Микола Степанович
Завадовський Микола Степанович (*1788 — †1853) — генерал Російської імперії українського походження, командувач військами на Кавказькій лінії і Чорноморії, наказний отаман Чорноморського козачого війська.

## Життєпис

### Молоді роки
Походив з Харківської губернії. Син Степана Завадовського, українського шляхтича. Службу розпочав козаком у Чорноморському козачому війську, у яке був зарахований у 1800 році. З першого ж року, перебуваючи в кордонній лінії Чорноморського війська, яка часто зазнавала нападів з боку горців, він уже тоді зазнав усіх принад похідного життя, беручи участь у багатьох експедиціях.

### Наполеонівські війни
На початку 1812 роки отримання звання хорунжого, з переведенням у лейбгвардії Чорноморську сотню восени направлений у діючу армію для боротьби з Наполеоном I. Спочатку воював з французами при Троках та Вільно, потім був направлений з 75-ма козаками на аванпости, «встретился с неприятельскими стрелками и дрался с ними более двух часов»; під Вітебськом, командуючи лейбгвардії Чорноморською сотнею, здобув перемоги в битвах із двома ескадронами кавалерії супротивника, причому був поранений у ліву руку. За відзнаки жалуваний у сотники. Після цього він тривалий час лікувався. Під Тарутином знову брав участь у битві, знову був поранений у ту ж руку. У закордонних кампаніях 1813 й 1814 рр. Завадовський перебував у конвої його величності імператора Олександра I, брав участь у битві під Дрезденом, був свідком взяття в полон генерала Вандама під Кульмом та вступу союзної армії до Парижа.

### Служба на Кавказі
Після завершення Наполеонівських війн до 1828 року був на обліку в лейбгвардії Чорноморському батальйоні. Упродовж цього часу отримував чини штабротмістра у 1817 році, у 1818 році — ротмістра, 1819 році — полковника й 1828 році — генерал-майора. Після отримання чину генерал-майора знову переведений у Чорноморське козаче військо та направлений на Кавказ для командування Чорноморськими полками, що перебували в Грузії.
У російсько-турецькій війні 1828—1829 роках під час облоги фортеці Карса командував 2-ю частиною та 3-ю бригадою козачих полків, з якими неодноразово відбивав атаки ворога, а після взяття фортеці переслідував турецьку кінноту. За заслуги отримав орден св. Володимира 3-го ступеня.
У 1830 році Микола Завадовський був учасником експедиції на землі шапсугів під безпосереднім начальством головнокомандувача окремого Кавказького корпусу генерал-фельдмаршала князя Варшавського графа Паскевича-Ериванського з метою покарання їх за неприязні дії проти Росії. Коли ж шапсугів було покарано, хліб їхній спалено, а аули зруйновано, Паскевич запропонував йому посаду наказного отамана Чорноморського козачого війська. М. С. Завадовський носив це звання до кінця життя, хоча Височайший наказ про затвердження на посаді вийшов тільки 25 вересня 1837 року.
3 грудня 1834 року Завадовський нагороджений орденом св. Георгія 4-го ступеня (№ 4941 за списком Григоровича — Степанова) за вислугу 25 років в офіцерських чинах. У 1840 році він отримав чин генерал-лейтенанта. З 1840 по 1844 року майже безперервно перебував у походах, знову ходив проти шапсугів, був кілька разів за Кубанню, боровся проти Ганжі-Магомета, який мав особливу популярність серед кавказького племені абадзехів. У 1848 році Завадовського призначено командувачем військами на Кавказькій лінії і в Чорноморії. В генерали від кавалерії Завадовський жалуваний у 1852 році. Остання його нагорода — орден св. Олександра Невського, яка була отримана у 1849 році.

### Останній похід
У 1851 р. відбулася успішна велика експедиція проти Магомет-Еміня. Війська Еміня було розбито, а всі вірні йому племена приборкано. Та минув рік, і знову довелося замислитися над ситуацією, що склалася. Магомет-Емінь проголосив себе в горах пашею Анапського пашалику. Необхідно було організувати нову велику експедицію. Розуміючи важливість заходу, Завадовський, незважаючи на поганий стан здоров'я і нездужання, 18 жовтня І853 року виступив на чолі загону в похід. 26 жовтня загін прибув до укріплення Абінського, звідки було прокладено величезну просіку через прастарий ліс до річки Адагуму. На жаль, у той самий день, коли роботу було закінчено, генерал Завадовський помер. Начальство над загоном прийняв начальник штабу військ Кавказької лінії й Чорноморії генерал-майор Капгер. Тіло померлого Завадовського перевезли до Катеринодара, де з належними почестями поховали.